# Demeter Corona
La Demeter Corona è una struttura geologica della superficie di Venere.